# Neophyllaphis iuiuyensis
Neophyllaphis iuiuyensis  (лат.) — вид архаичных тлей рода Neophyllaphis из подсемейства Neophyllaphidinae. Аргентина.

## Описание
Мелкие насекомые, длина 1,7—2,5 мм. Тело зеленоватое, ноги и усики желтоватые, грудь и брюшко покрыты светлым восковым налётом. Усики 6-члениковые (длиной 1,2—1,4 м), короче чем тело. Монофаги, питаются на молодых хвойных растениях Podocarpus parlatorei (Podocarpaceae, Аргентина). Половые крылатые особи появляются в ноябре
.